# 弗勒代什蒂鄉 (阿爾傑什縣)
45°09′12″N 24°56′10″E / 45.1534°N 24.9360°E
弗勒代什蒂鄉（羅馬尼亞語：Comuna Vlădești, Argeș），是羅馬尼亞的鄉份，位於該國中南部，由阿爾傑什縣負責管轄，處於布加勒斯特西北面120公里，每年平均降雨量1,228毫米，海拔高度422米，2007年人口3,185。